# Ongedesemd brood

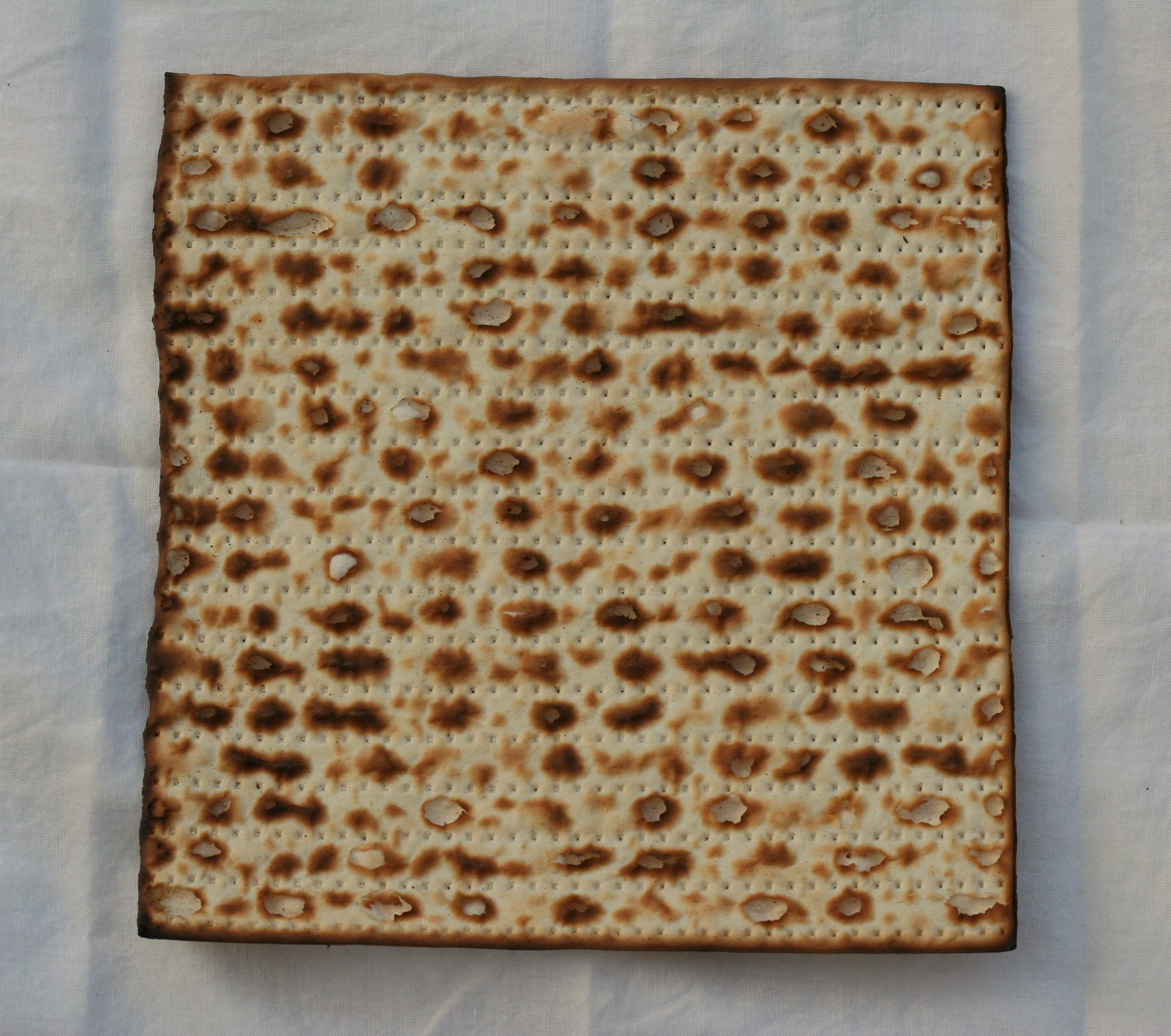
Matze is een type ongedesemd brood

Een ongedesemd brood of  ongezuurd brood is ieder brood dat bereid is zonder het gebruik van rijsmiddelen zoals gist of desem.
Het basisrecept voor een brooddeeg is een mengsel van meel (bloem), water, zout en gist. Deze bereidingswijze is wijdverspreid op alle continenten. Zonder de toevoeging van gist rijst het deeg niet en kunnen alleen platbroden worden bereid. Maar een platbrood is niet altijd ook een ongedesemd brood. Voorbeelden van platbroden die wel gist bevatten zijn pita en naan.
Ongedesemd brood is belangrijk in het christendom (hostie) en het jodendom (matze) en is meerdere malen erkend als immaterieel cultureel erfgoed van de mensheid.

## Voorbeelden
- Arepa
- Lefse
- Matze
- Hostie
- Tortilla